# Europsko prvenstvo u košarci za žene – Mađarska 1950.
Europsko prvenstvo u košarci za žene 1950. godine održalo se u Budimpešti, u Mađarskoj 1950. godine.